# Myster Mask
Myster Mask (Darkwing Duck) est une série télévisée d'animation américaine en 91 épisodes de 25 minutes, créée par Tad Stones, produite par les studios Disney. Le premier épisode a été diffusé sur Disney Channel le 6 avril 1991 puis entre le 7 septembre 1991 et le 12 décembre 1992 sur ABC et des épisodes dans un ordre différent en syndication, puis rediffusée par la suite jusqu'au 29 août 1997.
La série a été diffusée en France à partir du 6 septembre 1992 dans le Disney Club sur TF1, tout d'abord sous le titre "Mister Mask" puis "Mr. Mask", avant de prendre son titre actuel (après 1993), et en Belgique à partir de 1991 sur RTL-TVI avant d'être diffusée à partir du 13 septembre 1993 dans l'émission Chambard, puis à partir de 1998 sur Club RTL.
La version française possède une grande liberté de traduction en y intégrant beaucoup de jeux de mots, boutades, contrepèteries et références à la culture française. Par exemple une des répliques de Myster Mask ajouté vers la fin de l'épisode L’Affaire des dollars en branche de la saison 1  « Ha ! L'appât du gain ! »

## Synopsis
Dans la ville de Bourg-les-canards (St. Canard en VO), le justicier Myster Mask combat l'organisation F.O.W.L. (Forfaiture Obscure double Véreuse de Larcin) présidée par le terrible Bec d'Acier. Mais sa véritable identité est celle du simple citoyen Albert Colvert. Il est aidé par son ami Flagada Jones ainsi que par sa fille adoptive, Poussinette.

## Personnages

### Principaux
- Albert Colvert / Myster Mask (Drake Mallard / Darkwing Duck) : le héros de la série. Super-héros un peu gaffeur, Myster Mask est un justicier masqué doté d'un égo démesuré qui lui cause par moments des ennuis. Cependant, lorsqu'il s'applique, il se révèle en général extraordinairement compétent.

Bien qu'étant présenté comme un super-héros, il ne possède pas de super-pouvoirs, comptant à la place sur son intelligence, ses capacités en arts martiaux et divers gadgets pour chasser les criminels. Cela fait de lui une parodie assez évidente de Batman ; l'épisode L'Affaire Myster Mask : Les Origines secrètes lui attribue (ainsi qu'à Sinister Mask) une origine extra-terrestre faisant penser à Superman.
- Flagada Jones (Launchpad McQuack) : le personnage, déjà vu dans La Bande à Picsou, est ici présent en tant que bras-droit, plutôt gauche, de Myster Mask (ils se sont rencontrés lors du premier épisode L'Affaire Toros Bulba, lorsque Myster Mask s'est écrasé dans le hangar où Flagada entreposait ses avions). Il devient le bras droit de Myster Mask sitôt qu'il lui montre le jet qu'il a conçu lui même à l'image de son idole « le Thunderquack ». Il devient, après ça, son associé bras-gauche, mécanicien, chauffeurs, pilote, colocataire et même doublure. Bien que peut doué pour le combat, il est souvent de bon conseilles qui sont, comme toutes les idées de ses acolytes, accaparé volontairement (ou non) par Myster Mask comme si elles provenaient de sa réflexion ; Flagada répondra de manière non-sarcastique « Qu'elle merveilleuse idée ! J'y aurais jamais pensé » (contrairement à Poussinette).
- Poussinette Canardstein (Gosalyn Waddlemeyer) : la fille adoptive de Myster Mask, rencontrée durant L'Affaire Toros Bulba (deux premiers épisodes de la série). Poussinette se caractérise par un tempérament intrépide, et a la fâcheuse manie de pratiquer des sports comme le golf ou le baseball dans la maison. Elle aide souvent son père dans ses missions, et, bien qu'elle lui tape souvent sur les nerfs, il existe un lien fort entre eux.
- Fenton Crackshell / Robotik (Fenton Crackshell / GizmoDuck) : le personnage, déjà vu dans La Bande à Picsou de 1987, est concurrent et parfois allié de Myster Mask. Il est un peu à l'image de l'inspecteur Gadget bien que, contrairement à ce dernier, il se montre étonnamment compétent quand il se concentre enfin. Tad Stones, le créateur de Robotik a dit s'être inspiré de RoboCop, provenant du film de 1987 sorti la même année que La Bande à Picsou, pour inventer son personnage. D'ailleurs, ce dernier devait s'appeler à l'origine RoboDuck à la place de GizmoDuck[4].
- Cuicui Bourbifoot (Herbert "Honker" Muddlefoot) : ami et voisin de Poussinette, c'est l'un des rares personnages à connaître l'identité secrète de Myster Mask. Féru de nouvelles technologies et très intelligent, il est capable d'aider le héros en bricolant quelques gadgets.

### Secondaires
- Les Bourbifoot (Muddlefoot) : les voisins envahissants et plutôt stupides d'Albert Colvert. La famille est constituée de Cuicui et son frère Tank (Tankard H. "Tank"), de Bisou (Binkie), la mère et Craignos (Herbert "Herb"), le père de famille.
- Commissaire Magret (J. Gander Hooter) : le chef de l'organisation C.H.U.T. (S.H.U.S.H. en VO). Il confie parfois de nouvelles missions à Myster Mask ainsi que de nouveaux gadgets pour l'aider dans son aventure.
- Vladimir Grizzlykoff : ours d'origine russe, membre lui aussi de l'organisation C.H.U.T., il est contre le fait que l'on donne de nouvelles missions à Myster Mask car il le considère comme incompétent et gaffeur. Dans un épisode, il rejoint le F.O.W.L. pour devenir un agent double.

### Antagonistes
- Toros Bulba (Taurus Bulba) : le premier ennemi vu dans la série. Toros Bulba est un chef criminel taureau responsable de la mort du grand-père de Poussinette. Ce méchant se distingue des autres par le fait qu'il n'est jamais réellement tourné en ridicule, faisant de lui un méchant assez sombre, fait rare dans cette série. C'est un génie du crime extrêmement intimidant qui fait même peur à ses fidèles sbires. Au début, il est d'abord présenté alors qu'il purge une peine de prison à vie pour ses crimes, mais il est toujours capable de diriger son empire criminel derrière les barreaux avant de pouvoir s'échapper[5]. 
Il est semble-t-il tué à la fin de l'épisode, mais revient plus tard dans l'épisode L’Affaire Toros Bulba II, ressuscité par F.O.W.L. en tant que le cyborg Steerminator. Son patronyme est un jeu de mots faisant référence à Tarass Boulba et au fait qu'il soit un taureau (ce qui se dit bull en anglais).
- Pr Topinambour (Professor Moliarty) : Parodie du professeur Moriarty des aventures de Sherlock Holmes (cette similitude est plus évidente avec son nom original, « Moliarty »).
- Alfred Hitphoque (Arturo Tuskerninni) : Un morse cinéphile ; il est accompagné d'un groupe de manchots qu'il utilise comme assistants. Il a pour habitude de filmer ses méfaits et les mettre en scène. Son nom français est un jeu de mots faisant référence à Alfred Hitchcock, alors que son nom original est un jeu de mots faisant référence à Arturo Toscanini. Son costume et son groupe de manchots, nommées Cecil, Snoots et Fluffy, font de lui une parodie du Pingouin, adversaire de Batman.
- Marmitogaz Jack (Jambalaya Jake) : il s'agit d'un Cadien avec un fort accent qui a décidé de quitter le Bayou pour emménager à Bourg-les-Canards. Il possède un alligator, Jumbo (Gumbo), comme animal de compagnie qui à son opposé est propre et « accro » au ménage. Il vit dans les égouts de la ville.
- Mégavolt : un rat doté de pouvoirs électrokinésiques, capable de projeter de l'électricité et de contrôler les machines. Mégavolt est persuadé que les ampoules et autres objets électriques sont vivants, et qu'il faut les libérer de l'« esclavage ». C'est aussi un génie scientifique, concepteur de diverses machines. Il est le plus vieux adversaire de Myster Mask. Dans l'épisode L’Affaire Albert Blanc de Soupière, il est dévoilé qu'ils étaient camarades de classe du secondaire. C'est une de ses expériences faite à l'école qui lui donne son pouvoir. Son vrai nom est Edmond Raz des Pâquerettes (Elmo Sputterspark)[5].
- Liquidator : un chien, ancien homme d'affaires du nom de Bill Flotte (Bud Flood), chef d'une entreprise d'eau en bouteille qui tentait d'augmenter ses ventes en contaminant l'eau de ses concurrents. Poursuivi par Myster Mask, il tombe accidentellement dans l'eau qui venait de contaminée et devient ainsi un être constitué d'eau. Du fait de son ancien métier, il parle souvent en rimes de la même manière que les slogans publicitaire  [5].
- Poker-Naze (Quackerjack) : un canard fabricant de jouets devenu criminel après la faillite de son entreprise à la suite de l'essor des jeux vidéo. Tout comme le Joker, ennemi de Batman, et Toyman, ennemi de Superman, un super-héros a souvent un clown comme adversaire et Myster Mask ne déroge pas à la règle avec Poker-Naze. Excentrique et vêtu à la manière d'un bouffon, il utilise ses jouets comme armes pour ses crimes. Il emploie également des plans si loufoques qu'ils deviennent imprévisibles. Il a également un acolyte nommé Tête de banane (Mister Banana Brain), une marionnette sans vie qui semble être réel pour le criminel[5].
- Dr Raidi Moudugenou / Dugenou (Reginald Bushroot / Bushroot) : un scientifique originellement canard, transformé en hybride de canard et de plante, à la suite d'une expérience qui consiste à combiner son ADN avec celui d'une plante. Le test de son expérience sur lui-même tourne mal et lui confère des pouvoirs de super-vilain. En effet, tout comme l'Empoisonneuse (Poison Ivy), Il a la capacité de communiquer avec les plantes et de les contrôler. Son activé principale est d'essayer de transformer une personne en plante pour avoir une compagne ou un ami pour tromper sa solitude[5].
- Sinister Mask (NegaDuck) : un double maléfique de Myster Mask, issu d'un univers parallèle, le Négavers. Bien qu'identique au héros dans l'apparence (sauf pour les couleurs de la tenue) et les compétences, Sinister Mask lui est totalement opposé en termes de personnalité, étant sadique, psychopathe, assoiffé de sang et machiavélique. Il voue une haine naturelle envers Myster Mask qui fait de lui sa Némésis. Il affectionne particulièrement les armes du style tank ou tronçonneuse, et possède parfois sa propre équipe de criminels du nom de "les Cinq Mercenaires" (Fearsome Five), composée de Mégavolt, Poker-Naze, Moudugenou, Liquidator et de lui-même[5].
- F.O.W.L. (Forfaiture Obscure double Véreuse de Larcin) (The Fiendish Organization for World Larceny en VO) : une organisation criminelle cherchant généralement à conquérir le monde par divers moyens, et s'opposant à l'organisation C.H.U.T. La série se basant sur des histoires d'agent secret, il fallait qu'elle ait son organisation criminelle tout comme dans l'univers James Bond se trouve le SPECTRE. Le même parallèle se trouve entre le C.H.U.T. et le MI6.
  - Bec d'Acier (Steelbeak) : l'agent principal du F.O.W.L., un coq doté d'un bec renforcé à l'acier. Élégant et raffiné, Bec d'Acier emploie en général ses agents, les oisomelettes (Eggmen), pour faire son sale boulot à sa place, mais il lui arrive de s'emporter et de se battre lui-même. Il organise une grande variété de plans, souvent ridicules mais basiquement efficaces, qui finissent immanquablement par être contrés par Myster Mask. Contrairement aux autres méchants qui sont des parodies de super-vilains de comics, il se rapproche plus d'un ennemi de James Bond[5].
  - Amonia Citron-Vert (Ammonia Pine) : Agent du F.O.W.L., c'est une femme de ménage devenue folle à la suite de l'utilisation abusive de produit nettoyant. Elle utilise des outils de nettoyage comme arme.

## Production
Après le succès de la série La Bande à Picsou de 1987, l'entreprise Disney voulait développer de nouvelles séries le plus rapidement possible et pour cela, elle a créé un bloc de programmes nommé Disney Afternoon. Plusieurs nouvelles séries ont suivi pour alimenter ce bloc, telles que Tic et Tac, les rangers du risque et Super Baloo puis Myster Mask.
Tad Stones a déclaré que, pour la série, il s'est inspiré de l'épisode Un canard boiteux (Double-O-Duck) de la saison 1 de La Bande à Picsou qu'il a lui même développé. Il a donc repris l'idée de cet épisode, une parodie de James Bond mettant en scène Flagada Jones luttant contre une organisation criminelle (déjà nommé F.O.W.L dans cet épisode). Le concept d'un autre épisode à également été repris, celui de l'épisode Le Canard masqué (The Masked Mallard) de la saison 2 avec Picsou devenant un justicier masqué. Il a été décidé, au lieu d'utiliser Flagada, de prendre comme personnage principal une création originale qui serait le justicier masqué. Flagada est relayé au rôle de personnage secondaire. Cela a donc conduit à la série Myster Mask,.
La série devait dans un premier temps se nommer Double-O-Duck mais le terme "Double-O" était protégé par le droit d'auteur détenu par Cubby Broccoli, producteur des films de James Bond. Un concours a été organisé dans le studio pour trouver le nom de la série et c'est le scénariste Alan Burnett qui a proposé le nom Darkwing, ressemblant à Nightwing, identité de Robin après avoir quitté Batman. Stones ajoute le mot Duck pour coller à l'univers donnant Darkwing Duck, traduit en France par Myster Mask. La série va également s'inspirer de plusieurs autres éléments des comics et plus précisément de l'Âge d'argent des comics prenant des inspirations comme Jimmy Olsen se transformant en Turtle Boy ou en Elastic Lad et la série Le Frelon vert (The Green Hornet) prenant toujours l'idée du justicier et de son acolyte. Stone indique que l'idée d'ajouter à Myster Mask, une fille adoptive du nom de Poussinette provient du fait d'avoir imaginé l'idée de ce qui se passerait si Batman devait élever une petite fille et cela permet de donner du cœur et une réelle dynamique à la série.
D'après Stones, Myster Mask n'est pas tout à fait une série dérivée de La Bande à Picsou mais plutôt un univers alternatif, ce qui explique pourquoi Flagada n'a pas tout à fait la même personnalité et les mêmes compétences de pilotage dans les deux séries.

## Fiche technique
- Titre original : Darkwing Duck
- Titre français : Myster Mask
- Création : Tad Stones
- Réalisation : Tad Stones
- Direction artistique : Fred Warter
- Conception des personnages : Toby Shelton (supervision)
- Animation : Toby Shelton (supervision)
- Musique : Philip Giffin
- Production : Alan Zaslove, Tad Stones, Toby Shelton
- Sociétés de production : Walt Disney Television Animation
- Société de distribution : ABC
- Pays d'origine :  États-Unis
- Langue originale : anglais américain
- Format : couleur — 35 mm — 1,33:1 — son mono
- Genre : animation, humour
- Nombre d'épisodes : 91 (1 saison)
- Durée : 25 minutes
- Dates de première diffusion :
  - États-Unis : 6 avril 1991
  - Belgique : 1991
  - France : 6 septembre 1992

## Distribution

### Voix originales
- Jim Cummings : Drake Mallard alias Darkwing Duck (Albert Colvert alias Myster Mask) / Negaduck (Sinister Mask) / Herbert Muddlefoot Sr. (Craignos Bourbifoot) / Posiduck / Professor Moliarty (Taupinambour) / Gumbo (Jumbo) / Darkwarrior Duck
- Terence McGovern : Launchpad McQuack (Flagada Jones)
- Christine Cavanaugh : Gosalyn Waddlemeyer-Mallard (Poussinette Canardstein)
- Susan Tolsky : Binkie Muddlefoot (Bisou Bourbifoot)
- Dana Hill : Tankard H. « Tank » Muddlefoot (Tank Bourbifoot)
- Katie Leigh : Herbert « Honker » Muddlefoot Jr. (Cuicui Bourbifoot)
- Hamilton Camp : Fenton Crackshell alias Gizmoduck (Robotik)
- Kath Soucie : Morgana Macawber
- Susan Silo : Neptunia
- Joey Camen (en) : Stegmutt (Sigmund)
- Danny Mann : J. Gander Hooter (commissaire Magret)
- Ron Feinberg : Vladimir Goudenov Grizzlikof
- Jodi Carlisle : Dr. Sarah Bellum (Irma Thiergrise)
- Peter Renaday : Derek Blunt
- Tino Insana : Dr. Reginald Bushroot (Raidi Moudugenou)
- Jack Angel : Bud Flud (Bill Flotte) alias The Liquidator
- Dan Castellaneta : Elmo Sputterspark alias Megavolt
- Michael Bell : Quackerjack (Poker-Naze)
- Rob Paulsen : Steelbeak (Bec d'Acier)
- Mitzi McCall : Ammonia Pine (Amonia Citron-Vert)
- Hal Rayle : Hammerhead Hannigan (Tête-de-Marteau)
- Tim Curry : Taurus Bulba (Toros Bulba)
- Eddie Deezen : Hoof / Mouth
- Marcia Wallace : Clovis
- Kenneth Mars : Tuskernini (Alfred Hitphoque)
- Michael Gough : Jambalaya Jake (Marmitogaz Jack)
- Barry Gordon : Dr. Fossil (Dr Fossile)
- Patrick Pinney : The King
- Charlie Adler : Major Trenchrot (Trenchcot)

### Voix françaises
- Gérard Hernandez : Albert Colvert alias Myster Mask, Sinister Mask et le commissaire Magret (voix de remplacement)
- Jean-Claude Donda : Flagada Jones et Poker-Naze
- Sophie Arthuys : Poussinette Canardstein et Tank Bourbifoot
- Jackie Berger : Cuicui Bourbifoot et Archie
- Danièle Hazan : Bisou Bourbifoot, Morgana et Dr Irma Thiergrise
- Luc Florian : Craignos Bourbifoot, Bec d'Acier et Marmitogaz Jack
- Luq Hamet : Liquidator, Megavolt, Neptune, Taupinambour et Supertache
- Patrick Préjean : Moudugenou
- Roger Carel : commissaire Magret (1re voix) et Scarabusard
- Richard Darbois : Vladimir Grizzlikof
- Michel Barbey : Toros Bulba et Major Synapse
- Guy Piérauld : Tête-de-Marteau et Dr Fossile
- Pascal Renwick : Robotik
- Joëlle Guigui : Sigmund le dinosaure et voix additionnelles
- Philippe Dumat : Alfred Hitphoque et le Major Trenchcot
- Patrick Guillemin : M. Rockwell, le King et Superbanal
- Monique Thierry : Amonia Citron-vert
- Edgar Givry : Derek Blunt et la Torche
- Barbara Tissier : Gla Gla Von Frimas
- Jérôme Pauwels : Myster Mask (redoublage de l'épisode "l'affaire du vrai-faux Myster")
- Emmanuel Garijo : Marmitogaz Jack (redoublage de l'épisode "l'affaire du vrai-faux Myster")
- Marc Perez : le chien prisonnier et le cochon gardien de prison

Source VF : Planète Jeunesse
Version française
- Société de doublage : Télétota
- Direction artistique : Nathalie Raimbault
- Adaptation des dialogues : Patricia Angot

## Épisodes
| États-Unis | États-Unis | États-Unis | États-Unis        | États-Unis       | France | France   | France           | France | Disney+ Fr | Disney+ Fr | Disney+ Fr   |
| Saison     | Saison     | Épisodes   | Début             | Fin              | Saison | Épisodes | Début            | Fin    | Saison     | Épisodes   | Diffusion    |
| ---------- | ---------- | ---------- | ----------------- | ---------------- | ------ | -------- | ---------------- | ------ | ---------- | ---------- | ------------ |
|            | 1          | 65         | 6 septembre 1991  | 6 décembre 1991  | 1      | 92       | 6 septembre 1992 | ?      | 1          | 78         | 7 avril 2020 |
|            | 2          | 13         | 7 septembre 1991  | 30 novembre 1991 | 1      | 92       | 6 septembre 1992 | ?      | 1          | 78         | 7 avril 2020 |
|            | 3          | 13         | 12 septembre 1992 | 12 décembre 1992 | 1      | 92       | 6 septembre 1992 | ?      | 2          | 13         | 7 avril 2020 |

## Sorties vidéo
Deux coffrets de trois DVD chacun intitulés Darkwing Duck sont sortis en 2006 et 2007 en zone 1 (États-Unis et Canada, standard NTSC) et contiennent chacun 27 épisodes de la série, dans l'ordre original de diffusion. Ainsi le premier coffret commence par le pilote en deux parties Darkly Dawns the Duck.
Ces DVD comportent en plus de la version originale anglaise une piste audio française et un sous-titre anglais pour malentendants :
- Darkwing Duck Volume 1 (Coffret 3 DVD) (pilote en deux parties + 25 épisodes) sorti le 29 août 2006 : épisodes 1 à 25 + épisodes 53 et 54. ASIN B000FS9MUQ

- Darkwing Duck Volume 2 (Coffret 3 DVD) (27 épisodes) sorti le 7 août 2007 : épisodes 26 à 52. ASIN B000Q6775E

## Produits dérivés

### Bandes dessinées
Il existe très peu de bandes dessinées ayant été faite dans l'univers de Myster Mask. Selon la base INDUCKS, il y aurait environ 80 histoires.
En fin d'année 1991 et en parallèle de la diffusion de la série, Disney Comics publie une mini-série de bandes dessinées Myster Mask en quatre numéros.
Après une grande période d'absence, le 13 mars 2010, Boom! Studios annonce la publication d'une mini-série de quatre numéros de Myster Mask, intitulée The Duck Knight Returns, à partir de juin de la même année. La série est écrite par Aaron Sparrow, Ian Brill et dessinée par James Silvani. Après la publication des 4 numéros, la série va être reconduite et se terminera en novembre 2011 avec un total de 18 numéros. Le début de l'histoire a été publiée le 21 avril 2015 en France dans le numéro 187 du magazine Super Picsou Géant sous le nom de Le retour du justicier masqué... reprenant les 4 premiers numéros. Les numéros suivants sont inédits en France.
Le 20 janvier 2016, Aaron Sparrow et James Silvani sont de retour sur une toute nouvelle série Myster Mask, éditée cette fois-ci par Joe Books. La première histoire de la série est publiée le 27 avril 2016 et se nomme Orange is the New PurpleOrange is the New Purple. Ces histoires sont inédites en France.
Depuis janvier 2023, une nouvelle série est publiée par Dynamite Entertainment.

### Jeux vidéo
- Disney's Darkwing Duck est un jeu vidéo réalisé par Capcom sorti sur Nintendo Entertainment System en 1992 et sur Game Boy en 1993[18].

## Autour de la série
- Le personnage de Myster Mask est une parodie de super-héros reprenant la plupart des clichés liés à ces personnages, tels que des méchants mégalomanes (comme Poker-Nase, qui ressemble fortement au Joker de l'univers de Batman, ou le professeur Moudugenou correspondant à l'Empoisonneuse du même univers) ou encore son identité secrète et des voisins trop curieux, la présence d'un double maléfique (rappelant le Bizarro de Superman, le Zoom de Flash, le Venom de Spider-Man, ou le capitaine Pollution du capitaine Planète), sans oublier une panoplie de gadgets plus ou moins fonctionnels[3]. Il y a même une version du professeur Q des films de James Bond sous le nom de « Commissaire Magret » qui apparaît dans certains épisodes.
- Lorsque Myster Mask apparaît face à des criminels, il déclare : 
« Je suis la terreur qui corrige les erreurs, 
je suis à la justice ce que (comparaison avec, le plus souvent, des aliments, ou des objets),
je suis Myster Mask ! ».

Parmi les comparaisons, on peut noter « ce que la vinaigrette est à la salade », « ce que la neige est au skieur », « ce que la sardine est à l'huile », cette dernière revenant régulièrement.
- Les références à d'autres dessins animés, bandes dessinées et films sont légion. Le héros est secondé par son coéquipier qui n'est autre que Flagada Jones qui quitte La Bande à Picsou. D'autre références sont aussi présentes tel que Robotik (Gizmoduck en anglais), le comptable de Balthazar Picsou (super-héros à ses heures, dans la série La Bande à Picsou), concurrent de Myster Mask, ainsi que le visage de Picsou parfois caché dans une affiche du décor. D'ailleurs les villes de Canardville et Bourg-les-Canards sont très proches (selon certaines versions elles seraient deux cités voisines séparées par un fleuve, comme les villes de San Francisco et Oakland, Canardville étant une banlieue de Bourg-les-Canards).
- Le générique français de la série était interprété par Anne.
- Une grande partie des animations ont été réalisées par le studio d'animation français de Disney.
- La série La Bande à Picsou (2017) reprend Myster Mask et son univers[19]. Dans la première saison de la série, à partir de l'épisode 11 Attention au C.O.P.A.I.N. (Beware the B.U.D.D.Y. System !), Myster Mask est présenté comme un personnage de fiction et la star d'un show télévisé dont Flagada est fan. Mais l'on apprend dans les saisons suivantes qu'Albert Colvert existe réellement dans cet univers et nous pouvons suivre ses aventures en tant que super-héros[20]. Dans la saison 3, un épisode spécial d'une heure nommé Ça craint un Mask ! (Let's Get Dangerous!) est focalisé sur Myster Mask. En effet, la ville de Bourg-les-canards et différents personnages de l'univers dont Poussinette sont introduits dans la série[21],[22].

## Reboot
Un reboot de la série Myster Mask serait en développement pour la plateforme Disney+. Aucun auteur n'a encore été dévoilé pour l'instant, mais la série devrait être produite par Seth Rogen, Evan Goldberg, James Weaver et Alex McAtee de Point Grey Pictures,.